# Brouwerij De Landtsheer (Herdersem)
Brouwerij De Landtsheer is een voormalige brouwerij in het Oost-Vlaamse Herdersem in België. De brouwerij was gelegen in de toenmalige Kerkstraat, nu Alfons De Cockstraat, op de hoek met de Meivisstraat. Dit is tegenover woon- en zorgcentrum Denderrust. De brouwerij was actief tussen ca. 1800 en 1935.
Brouwerij De Landtsheer had een groot afzetgebied. Er werd geleverd in Wieze, Denderbelle, Lebbeke, Moorsel, Aalst en de hele omgeving. Hun tafelbier werd geleverd aan kloosters uit de ruime omgeving: Petegem, Ooike, Munkzwalm, Erpe, Mere, Bavegem, Westrem, Uitbergen, etc.
De brouwerij bezat zes paarden en het bier werd met bierwagen rond gevoerd.

## Historiek

### Brouwerij De Witte: ca. 1800 - 1830
De geschiedenis van deze brouwerij begint bij familie De Witte. Deze familie, oorspronkelijk uit Wieze, was al enkele generaties in Herdersem gevestigd. Het is Franciscus De Witte, geboren in 1778, die rond 1800 de brouwerij stichtte. Het gaat op dat moment over een klassieke hoeve-brouwerij. Helaas slaat het noodlot voor Franciscus toe: hij breekt zijn been na een ongelukkige val over de dijsel van een kar. Hij beslist in 1830 om het bedrijf te verkopen, aangezien zijn kinderen nog te jong zijn om het bedrijf over te nemen en een geschikte koper zich aanbiedt.

### Brouwerij De Landtsheer: 1830 - 1895
Charles De Landtsheer neemt het bedrijf over van de familie De Witte. Hij behoort tot een brouwersgeslacht uit Baasrode. Door familiebanden is hij verbonden met brouwerij De Halve Maan in Baasrode en brouwerij De Landtsheer. Laatstgenoemde produceert nog steeds het bier 'Malheur'.
Charles is gehuwd met Therese Dubois, afkomstig uit Deux-Acren bij Lessines. Ze krijgen samen zes kinderen: Adolf, Odile, Placide, Octavie, Zoë en Emiel. Adolf en Octavie, beiden ongehuwd, namen de leiding van de brouwerij over.
De oudste dochter, Odile, huwde met Johannes Verhelst. Deze familie bezat een stokerij aan Grote Baan te Herdersem.

### Brouwerij Verhelst: 1895 - W.O.II
Verscheidene kinderen uit het huwelijk van Odile De Landtsheer en Johannes Verhelst (Sylvain, Cyrilla, Sophie, Emery, Charles, Ernest) droegen bij aan de uitbreiding van de brouwerij. De stokerij bleef eveneens actief. Beide ondernemingen groeiden naar elkaar toe en in 1895 kreeg de brouwerij een nieuwe naam: Brouwerij Verhelst.
Aan het einde van de 19e eeuw werd een tweede brouwerij aangekocht in Deux-Acren. Charles De Landtsheer, het familiehoofd, ging naar het geboortedorp van zijn vrouw om daar een nieuwe brouwerij op te richten. Zijn jongste zoon, Emiel De Landtsheer, nam later de leiding over de brouwerij.
Tijdens de Eerste Wereldoorlog confisqueerde de bezetter het koper van de brouwerij. De productie werd tijdelijk voortgezet in de brouwerij te Baasrode.
In de periode 1924-1925 werd de brouwerij herbouwd en hervatte men het brouwproces in Herdersem. Het bedrijf bereikte al snel weer zijn volledige capaciteit.

### Tweede Wereldoorlog
Tijdens de Tweede Wereldoorlog werd de brouwerij door 'vliegende bommen' voor de tweede keer verwoest, maar werd wederom heropgebouwd. Deze keer werd er echter niet meer gestart met brouwen. De 'nieuwe' brouwerij werd nooit in gebruik genomen, bij gebrek aan opvolging bij de eigenaars, die vrijgezel en zonder kinderen bleven.
De zoon van Cyrilla en Emmanuel De Landtsheer, Jan, bleef als depothouder tot in de jaren'60 in de streek bieren van De Landtsheer verdelen. Deze bieren werden weliswaar gebrouwen in brouwerij De Landtsheer van Baasrode.

### De catacomben
De grond van de brouwerij werd te koop gesteld in verschillende kavels. Familie van de oorspronkelijke oprichter, familie De Witte, kocht de gronden. De brouwerijgebouwen werden afgebroken en de voormalige bierkelders werden door de buurt in gebruik genomen als 'de Catacomben'. Tot 1976 werden hier jaarlijks buurtfeesten gegeven.

## Bieren
- De meest gevraagde bieren waren tafelbier voor kloosters, scholen en thuisgebruik en 'bazenbier' voor cafés. Ze werden in tonnen van 150 tot 160 liter of 'half-tonnen' van 80 liter geleverd aan de herbergiers. Tafelbier was lichter bier voor thuis. Voor een vaatje van 25 liter betaalde men toen 3 frank en voor een halve ton 6 frank.
- Later begon men ook specialiteiten te brouwen: "trinette" of "baviere". Deze bieren gingen tot 24 frank per ton.